# Херсонисос (Ираклион)
Херсо́нисос (Херсоне́с, греч. Χερσόνησος) — деревня в Греции, на Крите в 26 километрах к востоку от Ираклиона и в 2 километрах от побережья Критского моря. Входит в общину Херсонисос в периферийной единице Ираклион в периферии Крит. Население 1115 жителей по переписи 2011 года. Жители преимущественно заняты в сельском хозяйстве. Название деревня получила от древнего Херсонеса, находившегося на месте Лимин-Херсонису.
Впервые деревня упоминается в 1368 году.
В деревне находятся две церкви — церковь Богородицы и церковь Святого Димитрия.

## Сообщество Херсонисос
Сообщество Херсонисос (Κοινότητα Χερσονήσου) создано в 1925 году (ΦΕΚ 27Α). В 1928 году (ΦΕΚ 244Α) сообщество Херсонисос преобразовано в сообщество Кутулуфари, а в 1933 году — в Лимин-Херсонису (ΦΕΚ 412Α). В 1997 году  (ΦΕΚ 244Α) вновь создано сообщество Херсонисос. В сообщество входят семь населённых пунктов. Население 3165 жителей по переписи 2011 года. Площадь 19,598 квадратных километров.
| Наименование | Население (2011), человек |
| ------------ | ------------------------- |
| Айос-Иоанис  | 230                       |
| Ангисарас    | 100                       |
| Агриана      | 346                       |
| Аналипсис    | 1343                      |
| Апоселемис   | 11                        |
| Хадзана      | 20                        |
| Херсонисос   | 1115                      |

## Население
| Год  | Население, человек |
| ---- | ------------------ |
| 1991 | 772                |
| 2001 | 947                |
| 2011 | ↗ 1115             |